# Audrey Crespo-Mara
Pour les articles homonymes, voir Crespo et Mara.
Audrey Crespo-Mara, née le 8 juillet 1976 à Meaux, est une journaliste et animatrice de télévision française. 
Elle travaille depuis 1999 pour TF1 en étant, depuis 2015, la présentatrice joker des journaux télévisés du week-end de cette chaîne. Elle a également travaillé de 2007 à 2020 pour la chaîne d'information LCI. D'autre part, elle a mené, durant la saison 2018-2019, l'interview politique de la matinale d'Europe 1. Elle est l'auteur, depuis 2020, du « Portrait de la semaine » dans le magazine d'information Sept à huit sur TF1.

## Biographie

### Jeunesse et formation
Audrey Crespo est née le 8 juillet 1976. Elle est originaire de Germigny-l'Évêque, en Seine-et-Marne, sa mère était coiffeuse et son père moniteur d’auto-école, avant de travailler tous les deux dans la banque. Elle a un frère aîné qui est aujourd'hui médecin. Sa mère l'inscrit à des cours de danse classique dès l'âge de six ans, art qu'elle pratiquera pendant plus de quinze ans. À l’âge de treize ans, Audrey Crespo-Mara s'intéresse au journalisme, fascinée par Françoise Giroud et Denise Glaser, ces deux grandes figures façonneront son futur style journalistique.
Elle est diplômée de Sciences Po Toulouse (promotion 1997) et du Centre de formation des journalistes en 1999. Pendant ses études de journalisme, elle effectue des stages, notamment à Radio-France de Toulouse, France Inter, TF1 et France 2.

### Carrière journalistique
En mai 1999, à la sortie du CFJ, elle intègre la rédaction de TF1. Elle y réalise pendant huit ans des reportages politiques, sociétaux et culturels pour les journaux télévisés de 13 h et 20 h de TF1.
En septembre 2007, Jean-Claude Dassier, vice-président de l'antenne de LCI (chaîne info du groupe TF1), lui propose la matinale, LCI Matin, aux côtés de Jean-François Rabilloud, du lundi au jeudi, de 6 h 30 à 10 h. La même année, elle présente également les directs de TF1 lors des émissions spéciales (les obsèques de l'Abbé Pierre en janvier 2007, la visite du pape Benoît XVI en France en septembre 2008, les vingt ans de la chute du mur de Berlin en novembre 2009, le mariage du prince William de Galles et de Kate Middleton en avril 2011).
À partir de septembre 2009, tout en poursuivant LCI Matin, elle anime, pendant quatre ans, Demain à la Une toujours sur LCI, un talk-show hebdomadaire où elle réalise une longue interview-portrait d’une figure de la culture, de la politique ou de la création (Simone Veil, Philippe Starck, Salman Rushdie, Michel Onfray, Emmanuel Todd, Robert Badinter, Karl Lagerfeld, Michel Houellebecq, Elie Wiesel, Christian Louboutin, Jean d’Ormesson, et d'autres).
En juillet 2011, après quatre années, le duo Crespo-Mara - Rabilloud met fin à la présentation de la Matinale.
En septembre 2011, tout en poursuivant Demain à la Une, elle succède à Julien Arnaud à la présentation d'une interview quotidienne sur LCI, du lundi au jeudi à 11 h[réf. nécessaire], L’interview d'Audrey Crespo-Mara, où l'invité hiérarchise les titres de l'actualité et les commente.
En septembre 2013, elle anime Parlons-en ! (9 h-10 h puis 11 h-12 h) sur LCI, où elle interviewe figures politiques, artistes et intellectuels, rédacteurs en chef d'un jour. Le mercredi, elle anime également Vue sur la Planète, une émission hebdomadaire consacrée à l'écologie. Le jeudi, Dans Nos Quartiers, une émission hebdomadaire, « qui pose un autre regard sur les banlieues ».
En 2014, avec Michel Field, elle anime aussi les soirées électorales de LCI.
L'été 2015, elle devient la présentatrice joker de Claire Chazal des journaux du week-end de TF1, en remplacement d'Anne-Claire Coudray, partie en congé de maternité.
À la suite du départ de Claire Chazal, Anne-Claire Coudray devient la nouvelle présentatrice officielle des journaux du week-end, à partir du 18 septembre 2015. Le même jour, Audrey Crespo-Mara est nommée présentatrice joker.
À la rentrée 2016, année présidentielle, elle se voit confier L'interview politique du matin à 8 h 15 sur LCI à la place d'Arlette Chabot. À partir de novembre 2016, elle tient une seconde interview intitulée La vie des idées à 8 h 45 où elle reçoit des artistes engagés, essayistes, philosophes et écrivains. Au printemps 2018 La journaliste était envoyée spéciale à Windsor pour TF1 et LCI, qui avait retransmis le mariage du Prince Harry et de Meghan Markle.
En septembre 2018, en plus de L’interview politique de la matinale à 8 h 15 sur LCI, elle se voit confier L’Entretien d’Audrey, interview-portrait d’une figure de l’époque (Jean d’Ormesson, Amélie Nothomb, Michel Serres, Karl Lagerfeld), multidiffusé le week-end. Audrey Crespo-Mara prend les rênes de l'interview politique de la matinale d'Europe 1, et d’une nouvelle émission quotidienne Audrey & Co sur LCI. Elle continue par ailleurs de présenter, pendant les vacances, les JT du week-end sur TF1.
Depuis septembre 2020, elle est l'auteur du « Portrait de la Semaine » du magazine d'information Sept à huit, diffusé le dimanche à 19 h 30 sur TF1.

### Vie privée
Elle a deux fils, Sékou Mara, footballeur professionnel, et Lamine, nés respectivement en 2002 et 2005 d'une précédente union avec Aliou Mara, entrepreneur d'origine sénégalaise, de qui elle divorce en 2009. 
À partir de novembre 2009, elle est la compagne de l'homme de télévision Thierry Ardisson jusqu’à la mort de ce dernier le 14 juillet 2025. Ils se marient en juin 2014 dans le 1er arrondissement de Paris. Anne Hidalgo célèbre leur mariage.

## Synthèse de carrière télévisuelle
- 2007-2011 : La Matinale de LCI
- 2009-2013 : Demain à la une sur LCI
- 2011-2013 : L’interview d'Audrey Crespo-Mara sur LCI
- 2013 : Parlons-en ! sur LCI
- 2013 : Vue sur la planète sur LCI
- 2013 : Dans nos quartiers sur LCI
- 2014 : soirées électorales de LCI avec Michel Field
- Depuis 2015 : JT sur TF1
- 2016-2018 : L'interview politique du matin à 8 h 15 sur LCI
- 2016-2018 : La vie des idées à 8 h 45 sur LCI
- 2018-2019 : L’Entretien d’Audrey sur LCI
- 2018-2020 : Audrey & Co sur LCI
- Depuis 2020 : Le Portrait de la Semaine (dans l'émission Sept à huit sur TF1)
- 2021 : Emmanuel Macron, où va la France ? sur TF1
- 2025 : La Face cachée de l'homme en noir sur TF1